# Pallas och kentauren
Pallas och kentauren (italienska: Pallade e il centauro) är en temperamålning av den italienske renässanskonstnären Sandro Botticelli. Den målades omkring 1482 och är utställd på Uffizierna i Florens.
Denna målning omnämns i 1498 års inventering av Lorenzo di Pierfrancesco de' Medicis samling. Den beställdes förmodligen av Lorenzo de' Medici, som en gåva till hans kusin Lorenzo, i samband med hans äktenskap med Semiramide Appiani 1482. Den hängde ovanför en dörr i samma rum som Botticellis Våren. 
Bilden skildrar en kentaur, till hälften häst och till hälften man, och en kvinna som identifierats som antingen gudinnan Pallas Athena eller volsken Camilla, en kysk krigarmö i Vergilius Aeneiden. Kvinnan är beväpnad med hillebard och sköld och har gripit kentauren i håret. Målningen har tolkats som en allegori som visar på dygdens (kvinnans) överlägsenhet över det passionerat temperamentsfulla (kentauren).